# ジョン・ガラン
ジョン・ガラン・デ・マビオル (英語: John Garang de Mabior, 1945年6月23日 - 2005年7月30日) は、スーダンの軍人、政治家。スーダン副大統領、スーダン人民解放軍最高司令官を歴任した。
1983年に反政府武装組織のスーダン人民解放軍を結成。死去まで議長と最高司令官を兼務した。2005年7月、乗っていたヘリコプターが墜落し死亡した。

## 生い立ち
上ナイル地方のボルの近くのワングレイの村でディンカの貧しい家庭に生まれた。10歳までに孤児となり、親類の支援で学費を受けてワーウ、ルンベクの学校で学んだ。1962年第一次スーダン内戦に参加し、若年だったために指導者から教育を勧められた。タンザニアで中等教育を受け、1969年アメリカアイオワ州のグリネル大学で経済学を修めた。そこでは彼は堅物として知られていた。カリフォルニア大学バークレー校への進学も考えたが、タンザニアに戻りダルエスサラーム大学でトーマス・J・ワトソン奨学生として東アフリカの農業経済学を学んだ。そこで大学生アフリカ革命戦線のメンバーとなり後にウガンダ大統領として同盟者となるヨウェリ・ムセベニらと知り合った。しかしガランはすぐにスーダンに戻ることに決め反乱に加わった。
内戦は1972年にアディスアベバ合意により終結し、ガランは他の反乱兵と同様、スーダン軍に吸収された。11年後には彼の軍歴は大尉から大佐へ上り、ジョージア州フォート・ベニングにあったアメリカ陸軍米州学校で上級歩兵将校コースを修めた。またこの間にアイオワ州立大学で南部スーダンの農業開発に関する論文で農業経済学修士および博士の学位を得た。1983年までガランはオムドゥルマンの幕僚大学の学長であった。

## 反政府軍指導者
1983年、ガランは表向きは北部政府での地位に移転することに抵抗していた第105大隊の約500人の南部政府の兵士の仲介をするためにボルへ行った。しかし、ガランはすでに第105大隊の反政府軍としての離反を手配していた南部の司令部の将校らによる陰謀に加わっていた。政府軍が5月にボルを攻撃し大隊が撤退したとき、ガランは別の経路からエチオピアの反乱軍の拠点に合流した。7月末までにガランは新たに設けた、軍事政権とイスラム法による支配に反対する、スーダン人民解放軍/運動 (SPLA/M) の兵士として3,000人以上を率い、政府のイスラム法導入に抵抗する他の部隊を支援した。これが20年以上にわたり150万人の死者を出した第二次スーダン内戦の発端と広く看做されている。第二次スーダン内戦では、第一次内戦の兵士経験のあるサルバ・キール・マヤルディが軍事経験の乏しいガランに代わって戦闘を指揮をとるようになりSPLAの参謀長として活躍した。ガランはキリスト教徒で南部スーダン人の大半は非ムスリム（多くはアニミズムとキリスト教徒）だが、彼はこの戦争の宗教的な面に焦点を当てなかった。
SPLA はリビア、アルジェリア、タンザニア、ウガンダ、エチオピアの後ろ楯を得た。ガランとその軍は南部の大半を支配下に治め、新スーダンと名付けた。彼は彼らの軍の士気が「我々が正当な理由で戦っているという信念」から来ており、「それは北部にはないものだ。」と主張した。評論家は彼の反乱に財政的な動機を示唆し、スーダンの石油資源の多くが国の南部にある点を指摘した。

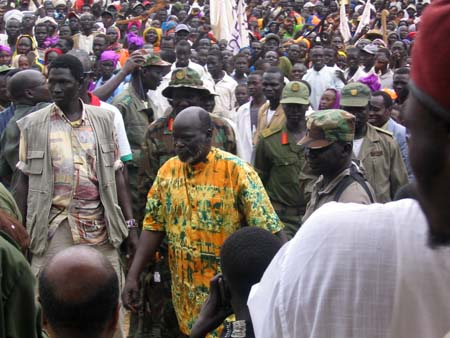
支持者の間を行くガラン

ガランは1985年の暫定政権や1986年の選挙への参加を拒否し、反政府指導者であることを選んだ。しかし、2005年1月9日にSPLA とスーダン政府はケニアのナイロビで和平合意に署名した。その日ガランはオマル・アル＝バシールと権力分担憲法に署名する式典を経て第一副大統領に据えられた。また彼は分離独立を問う住民投票までの6年間の限定的な自治権を持つ南部スーダンの行政の長となった。それはこれまでにスーダン出身のキリスト教徒や南部の者が手にした最高の地位だった。式典の後ガランは「私はスーダンの人々を祝福する。これは私やアル＝バシールの和平ではない。スーダン人の和平だ。」と語った。
アメリカ合衆国国務省はガランの政権への参加がダルフール紛争の解決に繋がると主張したが、他の者はこの主張は「楽観的すぎる」と看做した。

## 死
2005年7月末ガランはウガンダの大統領専用ヘリMi-172の墜落により死去した。ウガンダのルワキツラでの長年の盟友ヨウェリ・ムセベニ大統領との会合から戻るところだった。スーダン国営テレビは当初ガランの機体が安全に着陸したと報じたが、情報相のアブデル・バシット・サブダラットは数時間後にテレビでこれを否定した。オマル・アル＝バシールのスーダン大統領府からウガンダの大統領専用ヘリが「視界不良のため南部スーダンの山中に」墜落し「ジョン・ガラン・デ・マビオル（ガランのフルネーム）博士と同僚と7人のウガンダの乗員のうちの6人が死亡した」ことを確認する声明が直ちに発表された。彼の遺体は事故現場の近くのスーダン南部の村ニュー・サイトに運ばれ、元反政府軍兵士や一般の支持者がガランに敬意を表すために集まった。ガランの葬儀は8月3日にジュバで行われた。彼の未亡人レベッカ・ニャンデン・デ・マビオルは「我々の文化では『雄ライオンを殺せば、雌ライオンのすることがわかるだろう』と言う。」 と述べ、彼の仕事を引継ぐと約束した。なお、この事故直後、首都のハルツームやスーダン南部では暴動や大規模な衝突が発生、80人以上が死亡した。

### 死への疑問

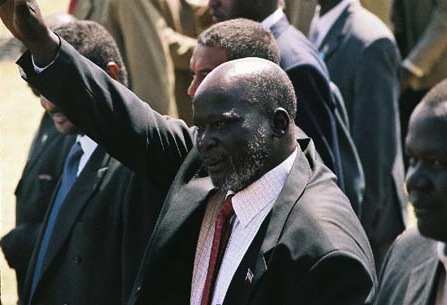
挨拶するガラン

スーダン政府及び SPLA首脳は共に天候が悪かったと主張した。しかし、特にSPLA支持者の間に真相への疑問がある。ウガンダのヨウェリ・ムセベニ大統領は「外的要因」による可能性も捨て切れないと主張する。

### 和平への影響
内戦の終結へ尽力すると思われたガランの死の和平協定への影響は不確かである。政府は3日間の国家的追悼を表明したが、ハルツームでの大規模な暴動を抑えることはできず、3日間での死者は84名に上った。不安は他の地域でも報告された。ガランの後継者サルバ・キール・マヤルディを含む SPLA の主要なメンバーは、和平プロセスが続くと述べた。分析筋は、ガランによって過剰に支配されていると批判されたこともある SPLA がその死により新しい民主的な開放性から分派間の抗争の勃発までいずれの可能性もあると示唆した。

## 脚註
1. ↑  Johnson, D. The Root Causes of Sudan's Civil Wars, Indiana University Press, 2003, pp. 61-2.
2. ↑  Reeves, Eric. “Untimely Death”. The New Republic. 2005年8月2日閲覧。
3. ↑  “Sudan bids rebel leader farewell”. BBC News. 2005年8月6日閲覧。
4. ↑  Wax, Emily (2005年8月30日). “Widow of Sudan's Garang Steps In to Continue His Mission”. The Washington Post. 2007年4月25日閲覧。
5. ↑  Gangs rampage in Sudan's capital, BBC News, 3 August 2005

## 著書
- M. Khalid, ed.John Garang Speaks, London, Kegan Paul International. 1987